# Manuel Lustres Rivas
José Manuel Antonio Lustres Rivas (Ribeira, 14 de enero de 1888 - Redondela, 10 de noviembre de 1936) fue un político, periodista y escritor de Galicia, España, víctima de la represión del bando franquista durante la Guerra Civil.

## Biografía
Hijo de un piloto de buques mercantes, José Lustres Gómez, y de María Rivas Otero, se trasladó a Santiago de Compostela para estudiar medicina en su universidad. Allí se hizo amigo de Castelao y participó en los debates del Café Colón. Muy vinculado al galleguismo, en 1906 empezó a colaborar en el diario orensano El Miño y en 1907 en Galicia Nueva y en la Gaceta de Galicia, que se editaba en Vigo. Fue también director de El Heraldo Gallego. En 1915 marchó a Madrid donde escribió para España Nueva, La Jornada, El Liberal y La Publicidad. Regresó a Galicia en 1918, donde colaboró con La Concordia de Vigo hasta 1922. Al año siguiente fue nombrado director del periódico galleguista Galicia. Diario de Vigo. Tras pasar unos años en Argentina durante la dictadura de Primo de Rivera, a la vuelta colaboró con el Faro de Vigo, entre otros medios.
En los primeros días de la Guerra Civil, fue detenido en la sede del periódico y encarcelado en la prisión habilitada en el antiguo lazareto de la isla de San Simón. Fue asesinado en noviembre de 1936 y su cuerpo hallado en una carretera próxima a Redondela. En 1986 fue declarado Hijo Ilustre de su localidad natal.

## Obra
Reunió sus ensayos en la obra Pandemonium (1917), y publicó un folletín en La Correspondencia de España de Madrid: La fraticida. Su más destacado trabajo literario fue como dramaturgo, estrenando en Vigo en 1923, en colaboración con Ramiro del Valle, la comedia en dos actos, La hora grande. Con Ramón Fernández Mato estrenó otra comedia, Peregrino de la ilusión. En gallego publicó diversos artículos en periódicos y revistas como A Nosa Terra.